# カランバカ
カランバカ (Kalambaka) は、ギリシアのテッサリア地方トリカラ県の都市で、世界遺産のメテオラ観光の拠点となる町。ドイツ・バイエルン州のシュヴァバッハと姉妹都市。

## 歴史
1881年8月27日、カランバカはトルコの支配からの独立が認められた。1943年4月23日にギリシア軍とイタリア軍の間で戦闘が起き、イタリア軍兵士70名が亡くなった。1995年、紀元前20世紀の墓が見つかった。

## 交通
アテネから列車でテッサロニキ方面に向かい、パレイオファルサロス駅で乗り換える。直通列車もある。

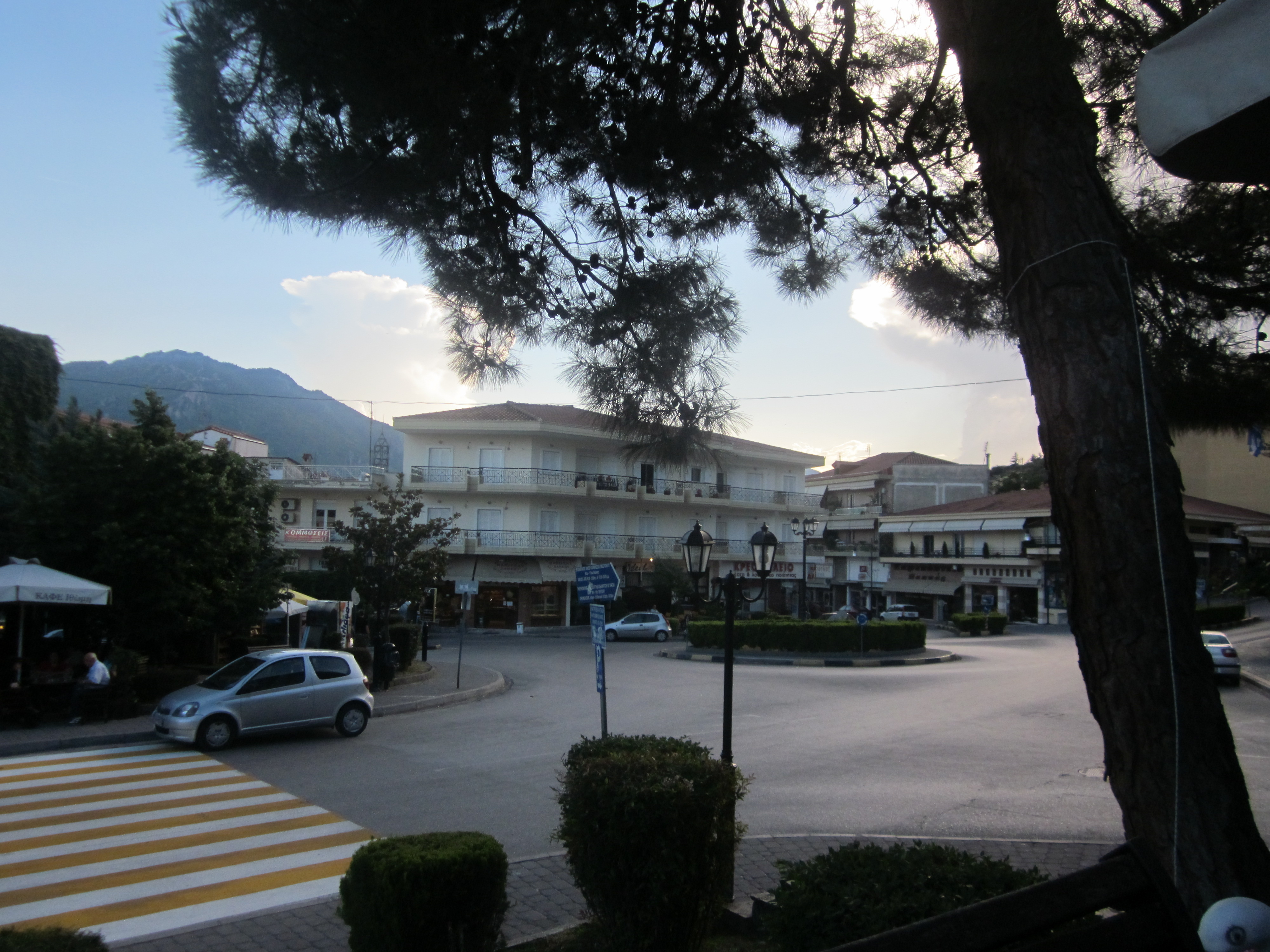
町の中心にある広場

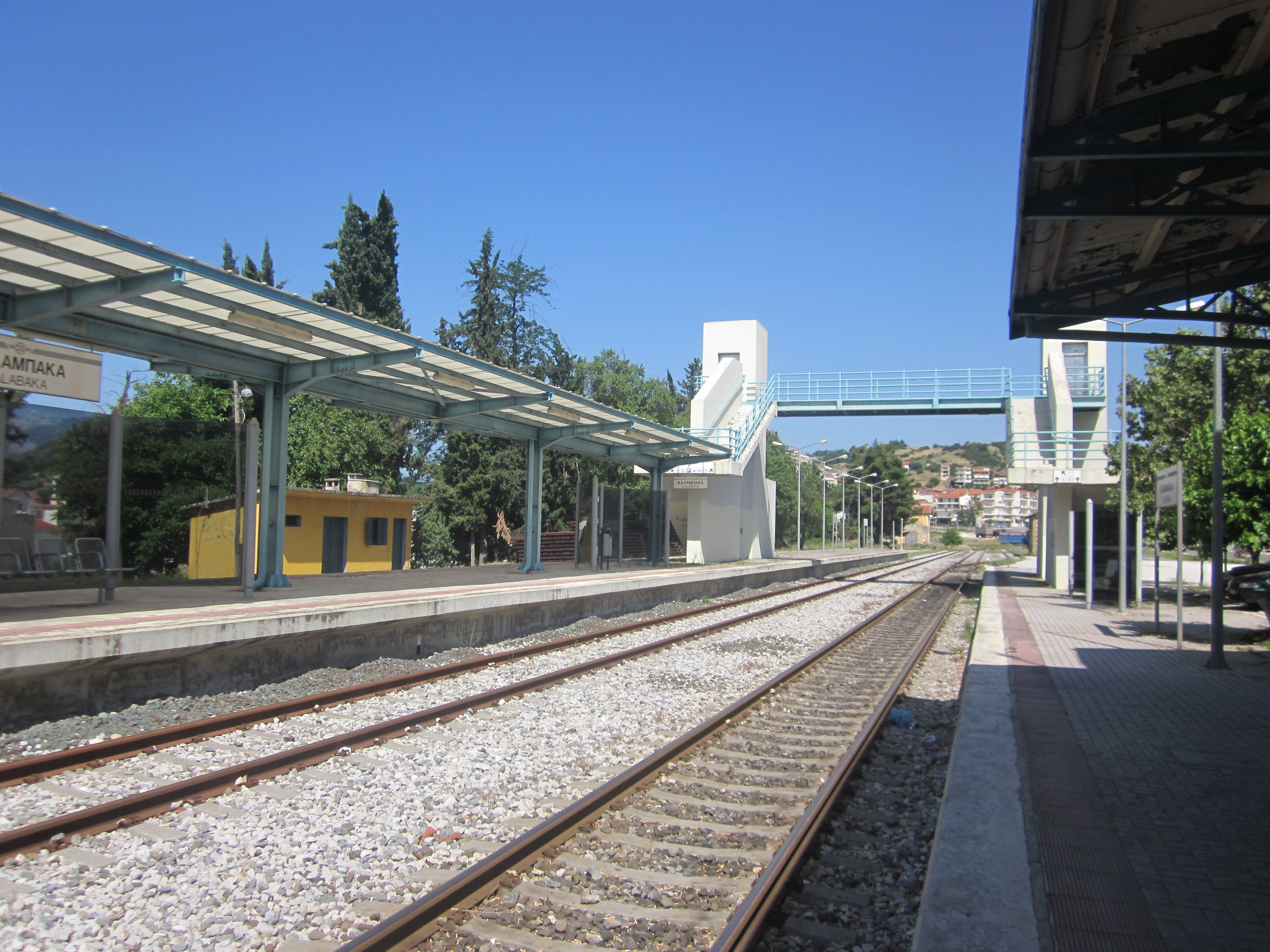
カランバカ駅